# Kulušić
45°48′27.5″N 15°59′19″E / 45.807639°N 15.98861°E
Kulušić, punim nazivom Glazbeno-scenski centar Kulušić (GSC Kulušić), bio je koncertni klub u Zagrebu, u Hrvojevoj ulici br. 6, koji je ugostio veliki broj međunarodnih umjetnika i glazbenih sastava. Kasnije je nazivan i Zebrom, zbog velike zebre koja se prostirala preko zidova ovog kluba. 
Prvenstveno se poistovjećuje s jugoslavenskim, a u okviru njega i s hrvatskim novim valom, koji se odigrao krajem 1970-ih i početkom 1980-ih. U Kulušiću je snimljeno dosta albuma uživo koji se danas vode kao važan dio povijesti zabavne glazbene scene ondašnje Jugoslavije.
Film, Bijelo dugme i Azra snimili su svoje albume uživo u Kulušiću 1981. (Film – Film u Kulušiću – Live, Bijelo dugme – 5. april '81, Azra – Ravno do dna), a zatim slijede Buldožer (Ako ste slobodni večeras), i Leb i sol (Akustična trauma) 1982., i Ekatarina Velika (19LIVE86) i Električni orgazam (Braćo i sestre) Bajaga i instruktori održali su svoj prvi koncert upravo u Kulušiću, 12. travnja 1984.
Kulušićem je prvo upravljao Savez socijalističke omladine, a od 1987. do 1993. je to činio Tomo in der Mühlen.
Klub je zatvoren početkom 2000-ih, iako postoji inicijativa za njegovim ponovnim otvaranjem.